# Horst Böhme
Horst Böhme (Klingenberg, 24 agosto 1909 – Königsberg, 10 aprile 1945) è stato un agente segreto tedesco delle SS della Germania nazista. Servì nel SD, il servizio di intelligence delle SS, e fu uno dei principali autori dell'Olocausto.

## Biografia
Böhme frequentò la Volksschule e inizialmente lavorò come spedizioniere. Fu politicamente coinvolto nella Jungstahlhelm, nella Marine-Brigade Ehrhardt e nel Freikorps Oberland.

### Carriera
Böhme si unì all'NSDAP nel 1930 (numero di iscrizione 236651). Contemporaneamente divenne membro delle SS (numero 2821). Dopo la promozione a SS-Untersturmführer (4 luglio 1934) e SS-Obersturmführer (9 novembre 1934), lavorò nel Sicherheitsdienst a Berlino dal 1935, dove divenne presto uno stretto collaboratore di Reinhard Heydrich.
Negli anni successivi, Böhme prese ordini principalmente da Heydrich. Il 13 o 14 marzo 1938, su ordine di Heydrich, Böhme uccise Wilhelm Freiherr von Ketteler facendolo annegare. Ketteler era un addetto all'ambasciata tedesca a Vienna, odiato dalle SS per le sue attività antinaziste.
Di pari passo con la crescita delle SS, anche Böhme continuò a far carriera: il 30 gennaio 1936 fu promosso SS-Hauptsturmführer, poi SS-Sturmbannführer il 20 aprile 1937 e nel 1938 SS-Obersturmbannführer und Oberstleutnant der Polizei.

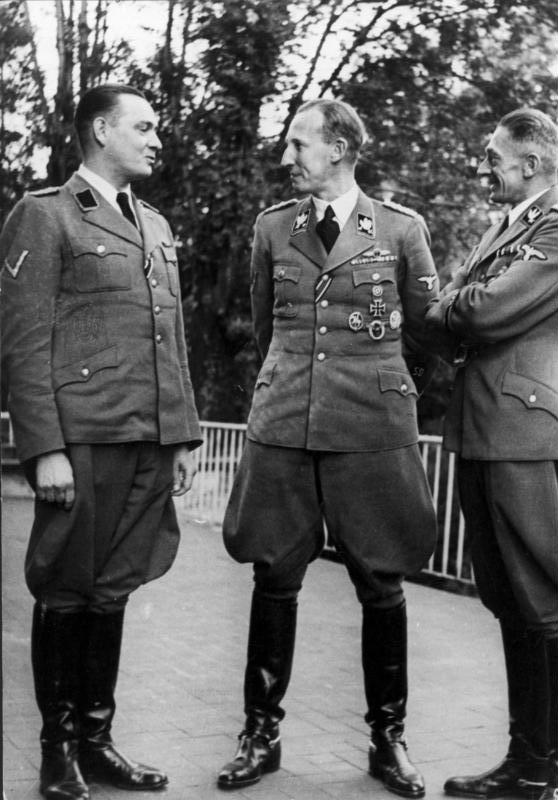
Horst Böhme (a sinistra) con Reinhard Heydrich (al centro) e Karl Hermann Frank a Praga, settembre 1941

Dopo l'occupazione della Cecoslovacchia nella primavera del 1939, Böhme fu nominato capo della Sicherheitspolizei per il Protettorato di Boemia e Moravia, con sede a Praga. In questa veste, fu responsabile dell'autorità di comando su tutti i dipartimenti della Gestapo nel Protettorato. Tra i suoi più stretti collaboratori in questa posizione ci furono Hans-Ulrich Geschke, capo dell'ufficio della Gestapo a Praga, e Wilhelm Nölle, capo dell'ufficio della Gestapo a Brünn.
Come parte del Sonderaktion Prag il 17 novembre 1939, Böhme fu determinante nella chiusura degli istituti cechi di istruzione superiore e nella deportazione di 1500 studenti nel campo di concentramento di Sachsenhausen. Il 10 ottobre 1940, Böhme, insieme a Heydrich, Hans Frank, Adolf Eichmann e Hans Günther, prese parte all'incontro per determinare la deportazione dei circa 88000 ebrei presenti nel Protettorato.

## Massacro di Lidice
Dopo l'assassinio di Reinhard Heydrich nel maggio 1942, Böhme agì subito in rispetto degli ordini di "ritorsione" di Adolf Hitler perpetrando il massacro di Lidice. Quando Böhme pensò che le esecuzioni stessero procedendo troppo lentamente, con gli uomini che venivano fucilati in gruppi di cinque, ordinò che fossero fucilati dieci uomini alla volta. In totale, furono uccisi 184 uomini, 195 donne furono deportate nel campo di concentramento di Ravensbrück e 88 bambini furono deportati nei campi di reinsediamento a Łódź. L'arrivo dei bambini fu annunciato da un telegramma dall'ufficio di Praga di Böhme che concluse con: i bambini portano solo quello che indossano. Nessuna cura speciale è desiderabile.
La cura era minima: soffrivano per la mancanza di igiene e per le malattie; per ordine della direzione del campo, non furono fornite cure mediche ai bambini. Poco dopo il loro arrivo a Łódź, i funzionari del ramo centrale della razza e degli insediamenti scelsero sette bambini per la germanizzazione. I pochi bambini ritenuti razzialmente idonei alla germanizzazione furono consegnati alle famiglie delle SS. Solo 17 bambini sono tornati a Lidice.
Nel settembre 1942 Böhme fu addetto di polizia a Bucarest. Da gennaio ad agosto 1943 guidò l'Einsatzgruppe B, che perpetrava l'omicidio di massa dei civili in Unione Sovietica. Dal settembre 1943 al marzo 1944, Böhme lavorò nella stessa veste per l'Einsatzgruppe C prima di tornare all'Einsatzgruppe B nell'agosto 1944 come colonnello della polizia. Il 9 novembre 1944 fu nominato SS-Oberführer. Nell'ultima fase della guerra fu comandante della Polizia di sicurezza e dell'SD (Befehlshaber der Sicherheitspolizei und des SD) nella Prussia orientale. 
Dall'aprile 1945, Böhme fu considerato disperso, fu visto l'ultima volta in combattimento vicino a Königsberg. Dopo la guerra, per alcuni anni fu inserito nella lista dei ricercati internazionali come criminale di guerra. Fu dichiarato morto dal tribunale distrettuale di Kiel il 12 agosto 1954, con data di morte del 10 aprile 1945. Si presume che fosse morto in combattimento o si fosse sparato per non cadere nelle mani dei sovietici.

### Approfondimenti
- Bernd Diroll, Personen-Lexikon der NSDAP. Band 1: SS-Führer A - B, Norderstedt, Patzwall, 1998, ISBN 3-931533-38-7.
- Slavomir Horský, Verbrechen, die nicht verjähren, Praga, Orbis, 1984.
- Otto Lasch, So fiel Königsberg. Kampf und Untergang von Ostpreußens Hauptstadt, Monaco, Stoccarda, Gräfe und Unzer, 1991  [1958], ISBN 3-87943-435-2.
- Sebastian Weitkamp, SS-Diplomaten. Die Polizei-Attachés und SD-Beauftragten an den deutschen Auslandsmissionen, in von Christian A. Braun, Michael Mayer e Sebastian Weitkamp (a cura di), Deformationen der Gesellschaft? Neue Forschungen zum Nationalsozialismus, Berlino, wvb, 2008, ISBN 978-3-86573-340-5.
- Michael Wildt, Generation des Unbedingten. Das Führungskorps des Reichssicherheitshauptamts. Durchgesehene und aktualisierte Neuausgabe. Studienausgabe., Amburgo, Hamburger Edition, 2003, ISBN 3-930908-87-5.